# Brejetuba
Brejetuba è un comune del Brasile nello Stato dell'Espírito Santo, parte della mesoregione Central Espírito-Santense e della microregione di Afonso Cláudio.